# Kef Errai
Kef Errai (arabe : كاف الري) est un site naturel situé dans le gouvernorat de Siliana, au nord-ouest de la Tunisie, et couvrant une superficie de 1 727 hectares. Il est classé comme une réserve naturelle en 2010.